# 遼穆宗
遼穆宗耶律璟（931年9月19日—969年3月12日），一说名耶律明，小字述律，遼朝第四位皇帝（951年10月11日－969年3月12日在位），在位18年，是為遼太宗之長子，其母為靖安皇后萧温。

## 生平
於會同二年（939年）三月被封為壽安王。妻子萧氏。於天祿五年九月初八日（951年10月11日）火神淀之乱后，被立為帝，尊稱天順皇帝，改年号應曆。
應曆二年（952年）六月，国舅政事令萧眉古得、宣政殿学士李澣谋划南奔，事发，穆宗下诏暴其罪。七月，政事令耶律娄国、林牙敌烈、侍中神都、郎君海里等谋乱被执。應曆三年（953年）十月，耶律李胡子耶律宛、郎君嵇干、敌烈谋反，事发，执拿他们和太平王耶律罨撒葛、林牙华割、郎君新罗等人。應曆九年（959年）十二月，王子敌烈、前宣徽使海思及萧达干等谋反，事发，被执拿。應曆十年（960年）七月，政事令耶律寿远、太保楚阿不等谋反，伏诛。十月，耶律李胡子耶律喜隐谋反，辞连李胡，下狱而死。
遼穆宗雖討厭女色，而無所出，但卻經常酗酒，天亮才睡，中午方醒，因此長時期不理朝政，人稱之為有醒「睡王」。另外，穆宗又好殺，經常親手殺人。同時，他又愛好打獵而「竟月不視朝」。
不過，遼穆宗也曾有才華之士可破格提拔，年老或是無能官員可增俸歸鄉，以免在其位而不謀其政的做法。
應曆十九年二月廿二日（969年3月12日），遼穆宗被侍人所弒，享年三十九歲，死後遼景宗繼位。

## 評價
- 元朝官修正史《辽史》脱脱等的評價是：“穆宗在位十八年，知女巫妖妄见诛，谕臣下滥刑切谏，非不明也。而荒耽于酒，畋猎无厌。侦鹅失期，加炮烙铁梳之刑；获鸭甚欢，除鹰坊刺面之令。赏罚无章，朝政不视，而嗜杀不已。变起肘腋，宜哉！”[9]

## 轶事
辽穆宗曾听信女巫肖古的建议，以人胆入药。

## 相關影視作品及演員
- 1995年《大辽太后》：白德彰飾演
- 2020年《燕雲台》：寧理飾演